# Жуков, Олег Владимирович
Олег Владимирович Жуков (1 января 1937, Днепропетровск, Украинская ССР, СССР — 31 октября 2024, Минск, Беларусь) — белорусский поэт-песенник. Автор более трёхсот песен для российских и белорусских исполнителей, музыкант, композитор, исполнитель.

## Биография
Родился 1 января 1937 года в городе Днепропетровске.
Песенным творчеством занимался со школьных лет, а на профессиональном уровне с 1967 года, когда появились песни, написанные совместно с Юрием Антоновым (начиная с первой песни Антонова «О добрых молодцах и красных девицах», давшей затем название известному ВИА «Добры молодцы»).
Жуков — автор около трёхсот записанных песен. Вместе с Юрием Антоновым играл в аккомпанирующем ансамбле Виктора Вуячича «Тоника» (1967—1969, без Антонова 1969—1971).

Как-то мы с Юрой Антоновым попали на концерт венгерского певца Яноша Кооша. Песней «Черный поезд» Янош просто взорвал зал! И тут Антонов мне говорит: «Это же настоящий хит, пойдем за кулисы, возьмем у них ноты, сделаем текст и всё!» Нам не составило труда провернуть это нехитрое дело. Я написал текст, Юра сделал аранжировку — так и получилась песня «Люди встречаются».

Она стала особенно популярна после выхода на маленькой пластинке ВИА «Весёлые ребята» в 1972 году. Первым песню исполнил в конце 1969 года ВИА «Поющие гитары», где Антонов стал клавишником, однако в исполнении этого ансамбля она не была студийно записана. 28 марта 2010 года в минском Дворце Республики прошёл авторский концерт Жукова, посвящённый 40-летию песни «Люди встречаются».
Автор сценариев для теле- и радиопередач, двух фильмов-концертов на белорусском ТВ. Издал девять дисков, автор гимнов музыкальных фестивалей «Славянский базар», «Золотой шлягер», конкурса «Телевершина».
Член Союза музыкальных деятелей Беларуси и Союза писателей Беларуси.
Скончался 31 октября 2024 года на 88-м году жизни в Минске.

## Дискография
CD «Люди встречаются, влюбляются, женятся»
1. Люди встречаются (муз. В. Гаваши) — Игорь Николаев 2:23
2. О добрых молодцах (муз. Ю. Антонова) — Юрий Антонов 3:02
3. Жизнь (муз. Ю. Антонова) — Юрий Антонов 4:31
4. Не гаснут костры (муз. Ю. Антонова) — Юрий Антонов 4:11
5. Любви навстречу сделай шаг (муз. А. Копфа) — Лев Лещенко 2:00
6. Кони (муз. Э. Азардовича) — Д. Смольский 3:12
7. Любовь уходит, не прощаясь (муз. А. Дроздова) — «Синяя птица» (солист — Александр Дроздов) 4:03
8. Теплоход (муз. В. Шарапова) — Н. Сидоров 3:37
9. Одинокий (муз. И. Капланова) — Александр Солодуха 3:51
10. Не переживай (муз. О. Елисеенкова) — Александр Солодуха 3:02
11. Наташка (муз. Ю. Акулова) — «Добры молодцы» 3:22
12. А я не плачу (муз. И. Капланова) — Лика 4:28
13. На перроне дождь (муз. И. Капланова) — Лика 4:36
14. Не говори «нет» (муз. Ф. Жиляка) — «Явар» 3:47
15. Ах, эта грусть! (муз. Т. Орловской) — Татьяна Орловская 3:56
16. Малиновое лето (муз. Л. Захлебного) — «Сябры» 3:58
17. Птицы (муз. О. Елисеенкова) — Алеся 3:24
18. Май (муз. М. Болотного) — «Синяя птица» (солист — Сергей Дроздов) 1:24
19. Давай сегодня встретимся (муз. А. Тихановича) — Ядвига Поплавская, Александр Тиханович 3:17
20. Нам снова 25 (муз. С. Дроздова) — «Синяя птица» (солист — Сергей Дроздов) 4:44